# Мајкл Ман
Мајкл Кенет Ман (енгл. Michael Kenneth Mann; Чикаго, Илиној, рођен 5. фебруара 1943), амерички је редитељ, сценариста и продуцент, познат по свом препознатљивом стилу криминалистичке драме. Његова најпознатија дела су филмови Лопов (1981), Ловац на људе (1986), Последњи Мохиканац (1992), Врелина (1995), Пробуђена савест (1999), Колатерал (2004) и Државни непријатељи (2009). Најпознатији је као извршни продуцент популарне ТВ серије Пороци Мајамија (1984–1989), коју је адаптирао у играни филм из 2006.